# George A. Kennedy
George Alexander Kennedy (Csöcsiang, 1901. május 17. – San Francisco, 1960. augusztus 15.; kínai neve pinjin hangsúlyjelekkel: Jīn Shǒuzhuō; magyar népszerű: Csin Sou-cso; egyszerűsített kínai: 金守拙; hagyományos kínai: 施堅雅) amerikai sinológus.

## Élete, munkássága
George A. Kennedy protestáns misszionárius szülők gyermekeként Kínában született a Csing-dinasztia utolsó szakaszában. Bár odahaza a szüleivel angolul kommunikált, mégis anyanyelvi szinten megtanulta a kínai nyelv úgynevezett vi dialektusát. A család az apja és a bátyja halálát követően, 1918-ban hazatért az Egyesült Államokba. Teológiát tanult, majd 1926-ban visszatért Kínába, és Sanghajban angol nyelvet tanított. 1932-ben beiratkozott a Berlini Egyetemre, ahol Otto Frankénél és Erich Haenischnél mongol és kínai stúdiumokat hallgatott. 1937-ben doktori fokozatot szerzett, majd visszatért az Egyesült Államokba. A Kongresszusi Könyvtár keleti részlegében helyezkedett el, amelyet ekkor Arthur W. Hummel, Sr. vezetett. Részt vett Hummel nagyszabású művének, az Eminent Chinese of the Ch'ing Period című lexikon összeállításában, amelyhez 72 szócikket ő írt meg. 1936-tól a Yale Egyetemen tanított adjunktusként. 1937-ben kinevezték docenssé, majd 1954-ben professzor lett. 1960 augusztusában Jokohamából útban hazafelé, a hajón hunyt el szívinfarktusban.

## Főbb művei
- «A Minimum Vocabulary in Modern Chinese», i The Modern Language Journal, bind 21, nr. 8, 1937, s. 587-592.
- «Review: A Course of Colloquial Chinese. By S.N. Usoff», i Pacific Affairs, bind 11, nr. 3, 1938, s. 410-414.
- Die Rolle des Geständnisses im chinesischen Gesetz, Berlin, 1939
- «Metrical 'Irregularity' in The Shih ching», i Harvard Journal of Asiatic Studies, bind 4, nr. 3/4, 1939, s. 284-296.
- «A Study of the Particle Yen», i Journal of the American Oriental Society, bind 60, nr. 1, 1940, s. 1-22, nr. 2, s. 193-207.
- «Review: An Album of Chinese Bamboos; a Study of a Set of Ink-Bamboo Drawings, A.D. 1785», i Harvard Journal of Asiatic Studies, bind 5, nr. 3/4, 1941, s. 392-400.
- «Dating of Chinese Dynasties and Reigns», i Journal of the American Oriental Society, bind 61, nr. 4, 1941, s. 285-286.
- «Interpretation of the Ch'un-Ch'iu», i Journal of the American Oriental Society, 62, nr. 1, 1942, s. 40-48.
- «Review: Chinese Reader for Beginners. By Shau Wing Chan», i Journal of the American Oriental Society, bind 62, nr. 2, 1942, s. 145-147
- Simple Chinese Stories. New Haven, 1943
- «Dates in Giles Biographical Dictionary», i Journal of the American Oriental Society, bind 70, nr. 3, s. 188-189.
- «Equation No. 5: (Chinese Fusion-Words)», i Journal of the American Oriental Society, 67, nr. 1, s. 56-59.
- «Review: The 3000 Commonest Chinese Terms. By Ronald Hall and Neville Whymant», i Artibus Asiae, bind 13, nr. 1/2, 1950, s. 111-112
- «Voiced Gutturals in Tangsic», i Language, 28, nr. 4, 1952, s. 457-464.
- «Another Note on Yen», i Harvard Journal of Asiatic Studies, 16, nr. 1/2, 1953, s. 226-236.
- «Review: Biographies of Meng Hao-jan. Translated and Annotated by Hans Frankel», i The Far Eastern Quarterly, bind 12, nr. 3, 1953, s. 345-347.
- «Two Tone Patterns in Tangsic», i Language, 29, nr. 3, 1953, s. 367-373.
- ZH Guide: An Introduction to Sinology, New Haven: Far Eastern Publications, 1953
- «Review: Han Shih Wai Chuan (Han Ying's Illustrations of the Didactic Application of the Classic of Songs)», i Journal of the American Oriental Society, bind 74, nr. 4, 1954, s. 279-280.
- Minimum Vocabularies of Written Chinese, i Yale University, 1954
- «Review: Studies in Chinese Thought. Edited by Arthur F. Wright», i The Far Eastern Quarterly, Band 14, nr. 3, 1955, s. 406-408.
- «Review: Dai Kanwa jiten [The Great Chinese-Japanese Dictionary]», i The Journal of Asian Studies, bind 16, nr. 2, 1957, s. 306-307.
- «Fenollosa, Pound, and the Chinese Character», i Yak Literary Magazine, 126, nr. 5, 1958, s. 26-36.
- «A Note on Ode 220», i Studia Serica Bernhard Karlgren Dedicata, København: Ejnar Munksgaard, 1959